# Nikolaj Rasmussen
 Der er for få eller ingen kildehenvisninger i denne artikel, hvilket er et problem. Du kan hjælpe ved at angive troværdige kilder til de påstande, som fremføres i artiklen.

Nikolaj Rasmussen (født  1973) er en dansk fodboldspiller, der har spillet for blandt andet AGF, Århus Fremad, Vejle, Lyngby, NAC Breda i Holland, Bayer Uerdingen i Bundesligaen Tyskland, Dinamo Zagreb i Kroatien.
Nikolaj Rasmussen indledte sin seniorkarriere i 1992 i AGF, hvor han kun nåede at spillede 1 kamp og scorede 1 mål i sæsonen 1992 hvor AGF vandt den Danske pokalturnering over B1903 på Århus Stadion med 3-0.
Som ynglingespiller i sæsonen 1990/1991 optrådte Nikolaj Rasmussen for HFS i Horsens og AGF i Århus. Her blev han regnet, som et af dansk fodbolds største angrebstalenter og blev topscorer i danmarksturneringen for ynglingespillere under DBU Dansk Boldspils Union - YDM.
Nikolaj Rasmussen har spillet på  Dansk Boldspils Union DBU`s ungdomslandshold
Efter en alvorlig ankelskade i AGF blev Nikolaj Rasmussen i 1992 udlejet fra AGF tilbage til sin tidligere klub Horsens HFS, der på daværende tidspunkt spillede i superkvalen under DBU Dansk Boldspils Union, som på daværende tidspunkt var rækken under Superligaen. Qua gode præstationer i sæsonen hos Horsens HFS skrev Nikolaj Rasmussen kontrakt med den hollandske foboldklub NAC Breda, som optrådte i den hollandske æresdivision. Da Nikolaj Rasmussens kontrakt med Breda i Holland udløb, havde Nikolaj Rasmussen opholdt sig en sæson hos NAC Breda i Holland, for hvem han nåede at optræde 8 gange.
Efter opholdet i Holland skrev Nikolaj Rasmussen under på en kort kontrakt med den tyske Bundesliga-klub Bayer Uerdingen, der har til huse i Tysklands Ruhr distrikt i byen Krefeldt. De danske landsholdsspillere, Brian Laudrup og Jan Bartram, havde lige forladt klubben på daværende tidspunkt. Bayer Uerdingen rykkede kort tid efter ud af Bundesligaen hvorefter Nikolaj Rasmussens afbrød kontrakten.
Efter hjemkomsten fra Holland og Tyskland fortsatte Nikolaj Rasmussen sin fodboldkarriere i Århus på Riisvangen hos Aarhus Fremad i 2. division. Aarhus Fremad havde, efter mange oprykninger i streg, fået tilgang af mange erfarne og tidligere spillere fra AGF og skabte derved et fundament, der rakte til mere end 2. division.
Nikolaj Rasmussen rykkede med Aarhus Fremad direkte fra 2. division op i 1. division og blev i den første sæson direkte oprykker til Superligaen, efter en sejr i næstsidste spillerunde over Svendborg på høje Bøge Stadion.
I Aarhus Fremads åbningskamp i Superligaen var Nikolaj Rasmussen med til at slå sin barndomsklub klub AGF med 2-1 på et næsten udsolgt Århus Stadion.
I januar 1998 skrev Nikolaj Rasmussen kontrakt med den kroatiske mesterklub GNK Dinamo Zagreb, som på det tidspunkt havde en trup bestående af 8 kroatiske landsholdsspillere. Ved kontraktens indgåelse havde flere af spillerne netop vundet bronzemedaljer ved VM i USA. Blandt de mest prominente navne på holdet kan nævnes Robert Prosinečki, Mark Viduka, Dražen Ladić, Dario Šimić, Joško Jeličić, 
Nikolaj Rasmussen var på tidspunktet for kontraktunderskrivelsen den første dansker nogensinde, der havde optrådt i østeuropæisk fodbold. Efter et problemfyldt ophold i Zagreb, skiftede Nikolaj Rasmussen tilbage til Danmark og Nørreskoven i Vejle i Superligaen under cheftræner Ole Fritsen. Efter en superligasæson i Vejle returnerede Nikolaj Rasmussen til sin gamle klub i Århus - Aarhus Fremad.
Nikolaj Rasmussen blev i 2001 optaget på Politiskolen i København og indgik ligeledes en kontrakt i svensk fodbold hos IFK Malmø under cheftræner Patrik Johanssons ledelse. Patrik Johansson blev senere assistent i Dansk fodbold i Nordjylland hos AaB i Aalborg.
Efter tre sæsoner i Malmø og afslutningen på uddannelsen, som politibetjent, afsluttede Nikolaj Rasmussen ligeledes sin professionelle fodboldkarriere,og flyttede tilbage til Århus med sin familie.
Nikolaj Rasmussen har siden hjemkomsten til Århus været tilknyttet sin barndomsklub AGF hvor han spiller old boys-fodbold suppleret med lidt kampe for AGF's reservehold.